# Наньюаньцунь
Наньюаньцунь (кит. 南园村站, пін. Nányuáncūn Zhàn) — залізнична станція в КНР, розміщена на Цзінін-Баотоуській залізниці між станціями Салаці та Баотоу-Східне.
Розташована в районі Дунхе міського округу Баотоу (автономний район Внутрішня Монголія).